# Košeninarji
Košeninarji (znanstveno ime Tipulidae) so družina dvokrilcev z okoli 4300 prepoznanimi vrstami.

## Opis
Košeninarji imajo dolge in krhke noge, zelo vitko telo in ozka krila. Telo je navadno sive ali rjave barve, pri nekaterih rodovih pa je rumeno (rod Nephrotoma), črno-rumeno ali črno-rdeče (glavnikarice, Ctenophora).
Krila so navadno črno pikčasta in v mirovanju običajno počivajo nagnjena poševno nazaj. Kot pri vseh dvokrilcih je zadnji par kril preobražen v utripače (haltere). Pri nekaterih vrstah je zakrnel tudi sprednji par kril.
Izstopajoče dolge noge imajo pogosto določene prelomne točke in se hitro odlomijo. Tipalke so pri vrstah oblikovane različno in jih v različnih poddružinah in rodovih gradi različno število členov.
Glava je prognatna, obustne okončine pa zelo mehke in zmožne vpijati samo tekočine. Konec zadka je močno odebeljen in pri samcu nosi klešče, pri samici pa iz cerkov razvito leglico.

## Razvojni krog
V zmernih podnebjih imajo košeninarji 1–2 generaciji na leto in prezimujejo v stadiju ličinke ali bube. Izleganje iz bub navadno poteka spomladi in jeseni. Parjenje se običajno začne kmalu po izleganju. Traja približno minuto in pol in če par zmotimo med parjenjem, poleti in ostane v kopulacijski drži.
Jajčeca odložijo kmalu po parjenju z leglico večinoma v vlažna tla, na travnike, v bližino vodnih teles, včasih neposredno v dno vodnega telesa ali tudi v trohneč les. Običajno samica v iskanju primernega mesta za odlaganje jajčec leti nizko nad tlemi in jih prebada z leglico. Pri nekaterih vrstah samica v tla izkoplje majhno luknjo. Pri nekaterih vrstah samice proizvedejo več sto jajčec.
Iz jajčec se izležejo valjaste, večinoma sive ličinke brez nog ali drugih nožicam podobnih gibalnih organov. Za razliko na primer od ličink muh imajo ličinke košeninarjev glavino kapsulo, ki pa je zadaj le nepopolno zaprta (hemicefalna). Izstopajoča značilnost ličink sta dve trahealni odprtini (spirakla) na koncu zadka, obdani s temnim poljem in šestimi vrstno specifično razporejenimi izrastki. Pri vodnih ličinkah ti izrastki zadržujejo zračni žep, s katerim dihajo pod vodo. Poleg zadnjične odprtine imajo ličinke analne papile, ki so lahko izbočene in služijo osmoregulaciji.
Z močnimi mandibulami ličinke drobijo razpadajočo in svežo rastlinsko (redkeje živalsko) snov. Ličinke imajo pomembno vlogo pri razgradnji listja in iglic, lesa v vlažni in mokri zemlji ter v sladki vodi. Ličinke nekaterih vrst jedo koreninice travniških rastlin, zaradi česar veljajo za škodljivce. Črevesni priveski, ki delujejo kot fermentacijske komore in so napolnjeni z bakterijami, pomagajo pri predelavi težko prebavljive hrane, bogate s celulozo.
Po štirih larvalnih stadijih se ličinke zabubijo in tvorijo bubo z majhnimi rožički v predelu oprsja, ki so dihalni organi. Telo je posejano s trni in buba gibljiva.

## Sistematika
Košeninarji se skupaj z ostalimi dvokrilci nežnejše telesne zgradbe uvrščajo v poddružino Nematocera, njihova natančna sistematika pa ni enotna. Nekateri viri obravnavajo družino Tipulidae v širšem smislu in k njej prištevajo tudi sicer ločeno obravnavani družini Limoniidae in Cylindrotomidae. Bolj sprejeta klasifikacija obravnava omenjene družine ločeno in jih združuje na stopnji naddružine Tipuloidea.
Družina se deli na tri poddružine, te pa na 38 rodov in nekaj čez 4300 vrst:
| poddružina Ctenophorinae rod Ctenophora rod Dictenidia rod Phoroctenia rod Pselliophora rod Tanyptera poddružina Dolichopezinae rod Dolichopeza rod Hovapeza poddružina Tipulinae rod Acracantha rod Angarotipula rod Austrotipula rod Brachypremna rod Brithura rod Clytocosmus rod Elnoretta rod Euvaldiviana rod Goniotipula rod Holorusia rod Hovatipula | rod Idiotipula rod Indotipula rod Ischnotoma rod Keiseromyia rod Leptotarsus rod Macgregoromyia rod Maekistocera rod Nephrotoma rod Nigrotipula rod Ozodicera rod Platyphasia rod Prionocera rod Prionota rod Ptilogyna rod Scamboneura rod Sphaerionotus rod Tipula rod Tipulodina rod Valdiviana rod Zelandotipula |

Poznavanje košeninarjev, ki živijo v Sloveniji, je zelo skromno.